# 남진 멸망전
남진 멸망전(南陳 滅亡戰) 또는 수의 진 정복은 588년 북조의 수나라가 51만 대군으로 남조의 진나라를 침공한 일을 말한다. 그 결과 수는 진을 멸하고 남북조 시대를 종결시켰다.

## 주요 참전자

### 수(隋)
- 진왕 양광 (晉王 楊廣)[1]
- 진왕 양준 (秦王 楊俊)
- 양소 (楊素)
- 하약필 (賀若弼)
- 한금호 (韓擒虎)
- 유인은 (劉仁恩)
- 왕세적 (王世積)
- 우문술 (宇文述)
- 연영 (燕榮)
- 고경 (高熲)

### 진(陳)
- 진혜기 (陳慧紀)
- 소마하 (蕭摩訶)
- 번의 (樊毅)
- 노광달 (魯廣達)
- 주나후 (周羅㬋)
- 황각 (黃恪)
- 임충 (任忠)
- 여충숙 (呂忠肅)
- 육륜 (陸倫)
- 척흔 (戚昕)